# Donald
Donald ist ein männlicher Vorname. Er leitet sich von altkeltisch dumno ‚Welt‘ und *valo ‚Herrscher‘ ab. Kurz- und Koseformen dieses Namens sind Don, Donnie und Donny, Varianten sind Donal und Donaldas. Namenstage für Donald sind der 15. Juli und der 11. August.
Weibliche Formen des Namens sind Donalda und Donella.

## Namensträger
- Donald (Adliger) († unsicher: 1247), schottischer Adliger, Begründer des Clan MacDonald
- Donald (Heiliger) (Donewald, 7.–8. Jh.), schottischer Heiliger[1]

### Vorname
- Donald Joel Aronow (1927–1987), US-amerikanischer Designer, Konstrukteur, Betreiber und Rennfahrer von Rennbooten
- Donald Arthur (1937–2016), US-amerikanischer Schauspieler und Synchronsprecher
- Donald Jess „Don“ Bachardy (* 1934), US-amerikanischer Maler und Zeichner
- Donald Bäcker (* 1968), deutscher Moderator und Meteorologe
- Donald C. Backer (1943–2010), US-amerikanischer Astrophysiker
- Donald P. Bellisario (* 1935), US-amerikanischer Drehbuchautor, Regisseur und Produzent
- Donald Bradman (1908–2001), australischer Cricketspieler
- Donald Brun (1909–1999), Schweizer Grafiker
- Donald Charles Cameron (1872–1948), britischer Kolonialgouverneur
- Donald Charles Cameron (1879–1960), australischer Politiker
- Donald Eugene Chambers (1930–1999), US-amerikanischer Rocker und Gründer des Motorcycle Clubs Bandidos
- Donald Chandler (1934–2011), US-amerikanischer American-Football-Spieler
- Donald Crowhurst (1932–1969), britischer Geschäftsmann und Amateursegler
- Donald „Don“ Drysdale (1936–1993), US-amerikanischer Baseballspieler
- Donald „Duck“ Dunn (1941–2012), US-amerikanischer Bassist
- Donald Edwards (* ≈1965), US-amerikanischer Jazzmusiker
- Donald Glover (* 1983), US-amerikanischer Schauspieler, Comedian, Drehbuchautor, Rap-Musiker und Regisseur
- Donald Elliott „Don Goldie“ Goldfield (1930–1995), US-amerikanischer Jazzmusiker
- Donald Grobe (1929–1986), US-amerikanischer Opernsänger
- Donald C. Hume (1907–1986), englischer Badmintonspieler
- Donald „Don“ Johnson (* 1949), US-amerikanischer Schauspieler
- Donald „Don“ Kelly (* 1980), US-amerikanischer Baseballspieler
- Donald E. Knuth (* 1938), US-amerikanischer Informatiker
- Donald A. Kuske (1922–1944), US-amerikanischer Jagdflieger im Zweiten Weltkrieg
- Donald „Don“ Law (1902–1982), britisch-amerikanischer Musikproduzent
- Donald Li (* 1961), chinesischer Schauspieler
- Donald Lutz (* 1989), deutsch-amerikanischer Baseballspieler
- Donald „Don“ Maynard (1935–2022), US-amerikanischer American-Football-Spieler
- Donald McCafferty (1921–1974), US-amerikanischer American-Football-Spieler und -Trainer
- Donald Miller (* 1971), US-amerikanischer Autor
- Donald „Don“ Newcombe (1926–2019), US-amerikanischer Baseballspieler
- Donald Nicholson (1916–2012), britischer Biochemiker und Molekulargenetiker
- Donald „Don“ Palmer (1939–2021), kanadischer Jazzmusiker und Hochschullehrer
- William Donald Patrick (1889–1967), britischer Richter am Court of Session und am Internationalen Militärgerichtshof für den Fernen Osten
- Donald Pleasence (1919–1995), britischer Schauspieler
- Donald Regan (1918–2003), US-amerikanischer Politiker
- Donald R. Rothwell, australischer Hochschullehrer
- Donald Rumsfeld (1932–2021), US-amerikanischer Politiker
- Donald Eugene „Don“ Scaletta (1937–2015), US-amerikanischer Jazzpianist und Musikpädagoge
- Donald von Schönberg (1854–1926), deutscher Rittergutsbesitzer und Hofbeamter
- Donald „Don“ Shelton (* 1934), US-amerikanischer Jazzmusiker
- Donald „Don“ Siegel (1912–1991), US-amerikanischer Regisseur
- Donald Smith (1943–2022), US-amerikanischer Jazzmusiker
- Donald Sutherland (1935–2024), kanadischer Schauspieler
- Donald Sylvester, US-amerikanischer Tontechniker und Sound Designer
- Don Talbert (* 1939), US-amerikanischer American-Football-Spieler
- Donald Trump (* 1946), US-amerikanischer Hotelmagnat sowie 45. und 47. Präsident der Vereinigten Staaten
- Donald Trump Jr. (* 1977), US-amerikanischer Unternehmer
- Donald Tusk (* 1957), polnischer Politiker
- Donald E. Westlake (1933–2008), US-amerikanischer Schriftsteller

### Familienname
- Aaron Donald (* 1991), US-amerikanischer American-Football-Spieler
- Amie Donald (* 2010), neuseeländische Kinderdarstellerin
- Andy Donald (* 1957), neuseeländischer Rugby-Union-Spieler
- Athene Donald (* 1953), britische Physikerin
- Barbara Donald (1942–2013), US-amerikanische Jazztrompeterin
- Cameron Donald (* 1977), australischer Motorradrennfahrer
- David Herbert Donald (1920–2009), US-amerikanischer Historiker
- Howard Donald (* 1968), britischer Popmusiker
- Ian Donald (1910–1987), britischer Gynäkologe
- Isabelle Donald (* 1966), vanuatuische Politikerin
- James Donald (1917–1993), britischer Schauspieler
- John Donald Donald (1923–1996), englischer Chemiker und Kakteenforscher
- John Milne Donald (1812–1880), schottischer Landschaftsmaler
- Kenneth Donald (* 1936), australischer Rugby-Union-Spieler
- Larry Donald (* 1967), US-amerikanischer Boxer
- Luke Donald (* 1977), britischer Golfer
- Merlin Donald (* 1939), kanadischer Psychologe und Neurowissenschaftler
- Michael Donald (1961–1981), US-Bürger, der von zwei Mitgliedern des Ku-Klux-Klan gelyncht wurde
- Mitchell Donald (* 1988), surinamischer Fußballspieler
- Peter Donald (* 1945), US-amerikanischer Jazz-Schlagzeuger
- Rod Donald (1957–2005), neuseeländischer Politiker der Green Party of Aotearoa New Zealand
- Sherjill Mac-Donald (* 1984), niederländischer Fußballspieler
- Stephen Donald (* 1983), neuseeländischer Rugby-Union-Spieler

### Kunstfigur
- Donald Duck, Comicfigur von Walt Disney

### Sonstiges
- Bezeichnung für Berge in den schottischen Lowlands, siehe Donald (Berg)
- für den Kinderfilm siehe Donald (2012)
- Donald-Nunatak, inselartiger Nunatak vor der Ostküste der Antarktischen Halbinsel